# Glinianka (geologia)

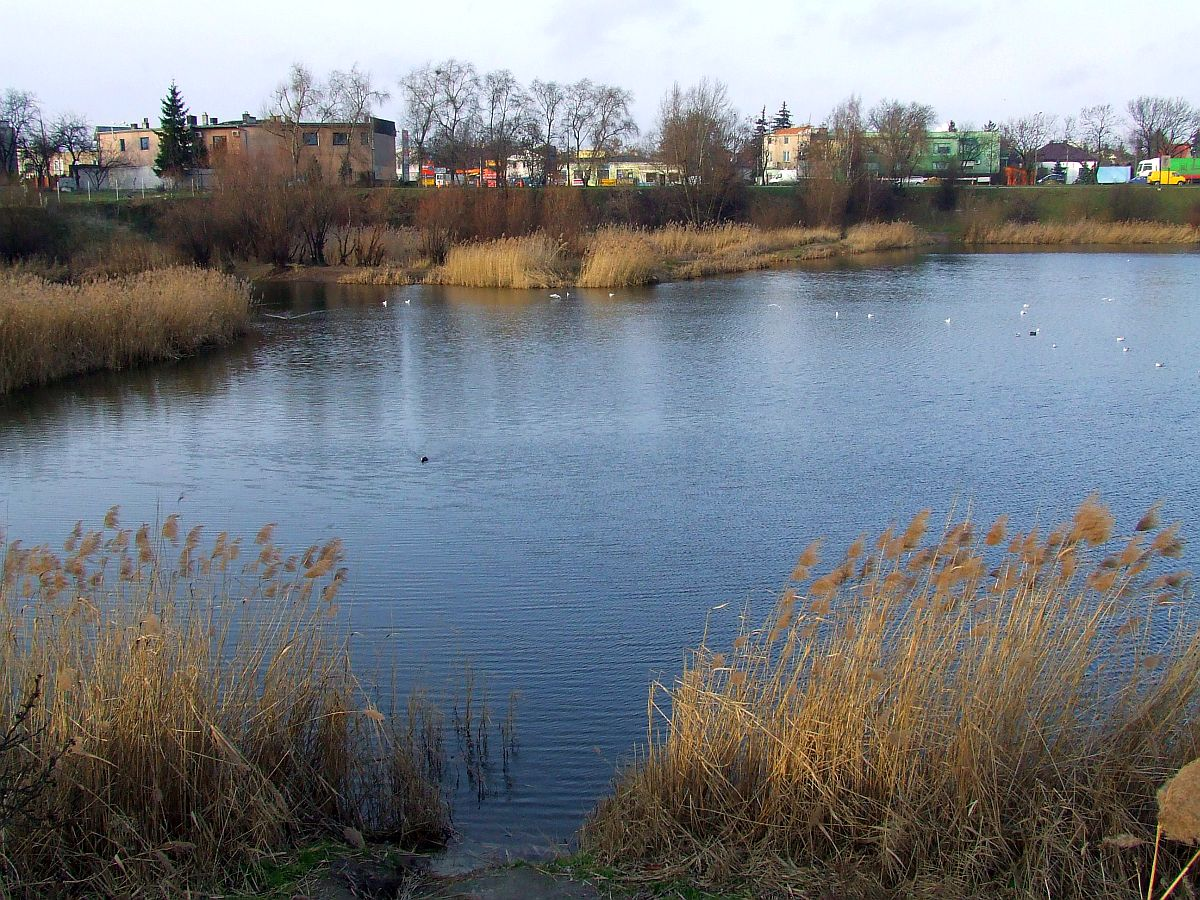
Glinianka Sznajdra w Warszawie

Glinianka – wyrobisko górnicze po odkrywkowej eksploatacji gliny, często zalane wodą.
W hydrobiologii zbiornik wodny pochodzenia antropogenicznego (powstały po eksploatacji gliny), ekologicznie zbliżony do jeziora i stawu. Ze względu na eutrofizację i zanieczyszczenia naturalnych zbiorników jeziornych, glinianki (obok innych zbiorników powyrobiskowych) mogą stanowić ważne siedlisko zastępcze dla hydrobiontów.

## Zbiorniki wodne (m.in.)
- Glinianka Podwójna – Warszawa Włochy
- Glinianki Cietrzewia – Warszawa Włochy
- Glinianki pod Lasem – Warszawa Ursynów
- Glinianki Szczęśliwickie – Warszawa Ochota
- Glinianki Sznajdra – Warszawa Bemowo
- Glinianki Załuskie – Warszawa Włochy
- Glinianki Bagienice – Bagienice
- Glinianki Błonie – Błonie
- Glinianki Borowe – Kępiste-Borowe
- Glinianki Głosków – Głosków
- Glinianki Gołków – Gołków
- Glinianki Grodzisk – Grodzisk Mazowiecki
- Glinianki Zalesie – Zalesie Górne
- Glinianki Zielonka – Zielonka